# 豊臣秀勝
豊臣 秀勝（とよとみ ひでかつ / とよとみ の ひでかつ） / 羽柴 秀勝（はしば ひでかつ）は、安土桃山時代の武将、大名。豊臣秀吉の姉である瑞龍院日秀と三好一路の次男で、秀次の弟、秀保の兄。
幼名は小吉（こきち）。他の秀勝との呼び分けとして、史家は便宜上、小吉秀勝（または三好秀勝）と呼ぶことがある。しばしば於次秀勝と混同され、丹波少将や丹波中納言という同じ通称が用いられ、岐阜中納言とも呼ばれた。岐阜宰相とも言われるがこれは間違いで、遺領を継いだ織田秀信（三法師）が同じく称されたものとの混同である。

## 生涯

### 三人目の秀勝
永禄12年（1569年）、羽柴秀吉（後の豊臣秀吉）の姉日秀（とも）と三好吉房の次男として生まれた。幼名は小吉。
奈良興福寺の『多聞院日記』によれば、小吉は隻眼（片目）であったというが、福田千鶴はこれは誤りで『秀次の「一腹」』と史料にあるものを「一眼」と誤読したものであると主張している。
秀吉の養子となった時期は不明であるが、天正13年（1585年）12月に羽柴秀勝（＝於次秀勝）が病死した直後（つまり天正14年）と考えられている。一説には、小吉は於次秀勝の諱と共に官位を所領とを受け継いだと言い、同じく丹波亀山城主となって、左近衛権少将にも任じられたので、「丹波少将」と呼ばれ、史料においてしばしば両者の混同が見られる。一方で、片山正彦は天正13年9月に出された摂津国安岡寺宛の安堵状と同月に同国富田宿に出された禁制に小吉秀勝と署名されたものが現存していることから、天正13年12月に没したとされる於次秀勝と小吉秀勝の2人の秀勝が、少なくとも数か月間は同時に存在していたのではないかと指摘している。
天正13年9月4日、秀吉の勘気を被った加藤光泰が改易・蟄居となったので、没収された大垣城に一柳直末が移り、直末の近江勢田城が（まだ於次秀勝は存命時だが）小吉秀勝に与えられた。同月18日に小吉秀勝は摂津安岡寺の寺領に安堵状を出している。
なお、於次秀勝とは異なり、跡取りとは見なされておらず、後に小吉秀勝の兄秀次が秀吉の養嗣子となっている。
『兼見卿記』の天正13年10月20日条によると、同年10月18日頃、江（崇源院）を正室に迎えたとされるが、時期には異説がある。吉田兼見はこれを「羽柴秀勝」の婚儀と書いているが、於次秀勝がこの頃にはまだ存命であったはずであり、よって2人の結婚は翌年以降か、文禄元年（1592年）2月とする説が有力とされているが、であるとすると、わずか1ヶ月の新婚生活で1児をもうけたことになるので、小吉秀勝が養子となった時期と同じと推定して、天正14年とする説や、前述の片山説を採用した場合には、すでに小吉秀勝を名乗っていたはずであるから矛盾はないとして、『兼見卿記』の記述を事実として天正13年に正室を迎えていたとする説もある。
なお、近年黒田基樹がそもそも小吉秀勝が秀吉の養子になったという明証はなく、小吉秀勝は亡くなるまで「秀吉の甥」としての待遇を受けていた、という新説を提示している。前述の『多聞院日記』の天正17年（1589年）7月27日条及び10月8日条に小吉秀勝の話題を出したときに彼を秀吉の甥であると注記しているからである。小吉秀勝が秀吉の養子ではなかったとすれば、秀吉の養子である於次秀勝とは「たまたま」元服後の実名が被ってしまったに過ぎず、同時に存在することは必ずしも不自然ではないということになる。更に2人の秀勝が同時に存在している以上、小吉秀勝が於次秀勝の後継者であるという話そのものが後世の誤認なのではないかとしている。

### 豊臣家の公達
天正15年（1587年）3月1日、九州の役に秀勝は本役の人数である5,000人を率いて従軍した。
秀吉の本隊は赤間関（下関市）から小倉に上陸し、29日に長野種信の豊前馬ヶ岳城を落として入城した。31日、秀勝・蒲生氏郷・前田利長は、島津側の秋月種実配下の熊井久重の守る岩石城（巌石城）の監視を命じられた。軍議において蒲生氏郷・前田利長が交通の要衝である岩石城を攻め落とさせてくださいと秀吉に要請したので、これが了承されて、秀勝がその攻撃の総大将に任じられた。4月1日、蒲生隊2千余（1,700）と前田隊3千が奮戦し、秀勝隊は予備に回って助勢して、城は力攻めによって落とされた。岩石城攻めの戦功は総大将である秀勝のものと帰した。その後、5月8日に島津義久が剃髪して秀吉に降って戦役は終わった。
帰途である6月19日、博多で秀勝がフスタ船を見学していると、彼が関白の甥であることを知った副管区長が（日本語のできる）ルイス・フロイスに応対させたところ、秀勝はヨーロッパの事物に興味を持って長時間に渡って話し合った。秀勝は司祭に感謝の印に銀棒4本を贈り、デウス（天主）についてもっと聞きたいから修道士を送るようにと依頼した。同日、秀吉はバテレン追放令を出しているが、これはキリスト教そのものは禁止していないので、後日、訪れたレアン修道士（日本人）と夕食を共にしてその話に感化された秀勝は、重臣6、7名に洗礼を授けてもらいたいと申し出ている。秀勝がキリシタンになりたがっていた話はフロイスの書簡等にも度々書かれているが、彼本人に関しては実際に入信したのかどうかは不明である。バテレン追放令に従えば、それには秀吉から許可を得る必要があった。
同年7月26日、侍従に叙された。同年10月1日の北野大茶会では、北野天満宮の拝殿（12畳分）を3つに区切ったうちの3番で、織田有楽斎・秀勝・蜂屋頼隆・宇喜多秀家・細川忠興と列して茶を献じた。
天正16年（1588年）、兄秀次に1年遅れて豊臣姓を下賜された。4月、後陽成天皇の聚楽第行幸の際に諸大名23名のひとりとして起請文に連署した。このときの署名は「丹波少将豊臣秀勝」となっており、このときまでに叙任されていたようだ。
天正17年（1589年）5月20日、秀吉は聚楽第の南の三の門内、二町余の白洲の上に隙間なく台を並べると、その上に金子4,900枚銀子21,100枚（金額にして36万5,000両）を積み上げて、一族・公卿・大名衆に派手に分配したが、秀勝と秀勝の母もこれに預かった。
同年10月8日、『多聞院日記』によれば、秀勝は丹波亀山28万石（誤りで実際には10万石程度であったと推定される）では知行が不足であると秀吉に不平を訴えたため、その怒りを買って所領を没収されて、丹波亀山は豊臣秀長に与えられた。この日、先月に蜂屋頼隆が子を為さずして亡くなり断絶していたため、その遺領のうち5万石と私財の全てを秀勝が引き継ぐことにすると秀吉は決めて、減封された秀勝は敦賀城主とされた。ただし後年の史料には同年、秀吉は敦賀城を大谷吉継に与えたとあり、実際には実行されなかったらしい。
天正18年（1590年）、小田原の役に第三陣の一つとして従軍。陣立書によると秀勝は2,800人を率いたが、「大柿少将」と書かれており、前年に一柳直末が軽海西城に移った後に大垣城に入っていたようだ。本役の人数であるから知行高は4万石と推定され、大垣領にだいたい符号する。
秀勝は、3月29日の山中城攻めに参加して、寄せ手の大将の豊臣秀次（実兄）と共に中軍を形成した。早朝より岱先出丸に対して先鋒衆（中村一氏・堀尾吉晴・一柳直末・山内一豊・田中吉政）が正面から猛攻撃して、直末は戦死するが、未完成だった出丸は数時間で陥落して、北条方の援将間宮康俊は切腹した。豊臣勢が二の丸に迫ると、守将北条氏勝・氏成兄弟らは逃亡、本丸に籠もった松田康長の手勢だけが最後まで戦って玉砕した。北条方が退却して小田原城での籠城策をとると、4月5日、包囲網の城北に位置して、秀次と共に落窪山に陣をしいた。小田原落城直後の7月13日の論功行賞で、関東に転封される徳川家康の旧領地から、秀勝に甲斐国を与えると決まった。
12月3日、甲斐国（と信濃国の一部）に移封となり、甲斐の府中（躑躅ヶ崎館）に移った。秀勝の甲斐支配は8ヶ月あまりであるため甲斐・信濃支配の残存史料は少ないが、甲斐では郡内地方や河内における検地の実施を試みており、大泉寺の諸役免除など寺社への寺領安堵や禁制、中道往還の右左口に対する諸役免許の発行、などの行政をしている。
天正19年（1591年）、秀勝の母、瑞龍院日秀が甲斐は僻地で遠すぎると太閤秀吉に嘆願を続けたため、3月には美濃岐阜城13万石へと転封となり、甲斐信濃23万石は替わって加藤光泰が入部した。
同年8月に秀吉の嫡男鶴松が死去し、それに伴って11月に兄秀次が秀吉の養嗣子となったので、同月、秀勝も従四位下参議に任じられた。これにより秀勝は「岐阜宰相」と呼ばれるようになったといわれるが、実際には岐阜宰相を名乗った事実はない。12月、秀次はさらに関白に任じられた。また弟の秀保は、これより前の同年1月に豊臣秀長の婿養子となって秀長の娘「おきく」と婚約し、ほどなく旧領大和・紀伊を相続して大和中納言と称された。

### 朝鮮出兵と急死
文禄元年（1592年）に起きた文禄の役では、岐阜兵8,000の兵を率いて、九番隊の大将として出征することになった。4月24日、壱岐島に勝本城が完成したので、肥前名護屋城から秀勝を渡海させて同城に入れ、壱岐にいた細川忠興は対馬に駐屯させた。
秀勝は細川忠興と、5月3日に壱岐島から朝鮮国の巨済島に渡った。7月16日付の秀吉朱印状で、巨済島で二箇所に築城するからその監督をするように命じられている。これらの島で半年ほど滞陣していた間、9月初旬に病を発した。秀吉は将士の病気を心配して、同じく病を発した毛利輝元には小早川隆景と安国寺恵瓊の求めに応じて曲直瀬道三の渡海を許可し、秀勝には一鷗軒宗虎（いちおうけん そうこ）を派遣して見舞わせると手紙に書いたが、それが届く前、9月9日に秀勝は陣中で病死した。享年24。
秀吉が秀勝の病を知ったのは9月22日以後のことであり、月末になっても京都の秀吉のもとには凶報は届いていなかった。彼の死はあまりに急だったのである。
軍監として朝鮮在陣中で帰国途中だった黒田勘解由（如水）が釜山より戻って残務処理をし、その後は奉行衆（増田長盛・大谷吉継・石田三成・加藤光泰・前野長康）の指示で諸大名が合同して秀勝の部隊を受け持って釜山の城を守ることになった。遺領の岐阜城と家臣団、九番隊の指揮権はそのまま織田秀信に与えられることになった。
秀勝の遺体は京の嵯峨亀山（右京区）に輸送され、瑞龍院日秀によって善正寺に葬られた。法名は光徳院陽巖。
同年または一説には翌年、小吉秀勝と江の間に完子が産まれた。完子は後の慶長9年（1604年）6月3日に江の実姉である淀殿（豊臣秀頼生母）の養女（または猶子）とされて、成長した後に九条幸家（忠栄）に嫁いだ。
未亡人の江は、文禄3年（1595年）9月17日に、秀吉の養女とした上で、天正19年に前妻の小姫（秀吉養女）を失っている徳川秀忠に再嫁した。
慶長5年（1600年）、瑞龍院日秀は善正寺を上京区岡崎（現左京区岡崎）に移し、この時に秀勝の墓も移された。しかしこれは豊臣秀次の墓として誤伝されているようで、豊臣小吉秀勝に碑銘の残った墓はない。

## 系譜
秀勝と江（崇源院）との間に生まれた完子が、藤原氏摂関家九条流の九条家の当主九条幸家に嫁いで正室となったが、その子が九条道房であり、崇源院と秀忠の娘・天崇院の子で、外孫にあたる廉貞院は、この九条道房の正室になって、待姫を生んだ。
待姫は九条道房の養嗣子となる九条兼晴（鷹司教平の子）の正室となり、九条輔実を生んだ。その後、九条兼晴から数えて9代後の当主九条道孝の娘の節子が大正天皇に嫁いで貞明皇后となったため、現在の皇室・宮家となっている昭和天皇以降の天皇家には秀勝と江の流れを含んでいる。つまり、天皇家は織田信秀・浅井長政・豊臣秀勝・徳川家康の遠い子孫であるといえる。
『勢州軍記』には秀勝の娘が織田秀信に嫁いだと記されている。この娘を完子に充てる説があるが一般的には年齢的な問題にこの説は否定的である。一方で、岐阜城の継承という意味合いと秀吉の旧主である織田家嫡流の当主である秀信を羽柴家（豊臣宗家）一門に組む込むという観点から秀勝にゆかりのある女性が秀信に嫁いだと考えるのは不自然ではないという考え方もあり、この場合には秀勝が亡くなった時に江（崇源院）の間に6歳前後の娘（天正13年婚姻説を前提として）の娘が居た可能性を指摘する説もある。この場合には完子の生年に誤りがあるのか、何らかの事情で後世に存在が伝わらなかった長女（完子の姉）が存在した可能性が考えられる。

## 関連作品
小説
- 智本光隆『桃山乱戦奇譚　天下人の血』（学研歴史群像新書）

テレビドラマ
- おんな太閤記（1981年、NHK大河ドラマ、演：内田直弘→橋満耕司→古川武生→竹村晴彦）
- 江〜姫たちの戦国〜（2011年、NHK大河ドラマ、演：AKIRA）
- 真田丸（2016年、NHK大河ドラマ、演：堀越光貴）